# Stevenson (Washington)
Stevenson ist eine City mit 1200 Einwohnern im Skamania County im US-Bundesstaat Washington. Sie ist auch der County Seat von Skamania County.

## Geschichte
Stevenson erhielt am 16. Dezember 1907 das Stadtrecht.

## Geographie
Stevensons geographische Koordinaten sind 45° 42′ N, 121° 53′ W.
Die Stadt liegt am Nordufer des Columbia River, welcher die Grenze zum Nachbarstaat Oregon bildet. Am gegenüberliegenden Flussufer verläuft der Interstate 84 (West). Stevenson liegt etwa in der Mitte der Columbia River Gorge.

## Demographie
Zum Zeitpunkt des United States Census 2000 hatte Stevenson 1200 Einwohner in 474 Haushalten und 307 Familien.

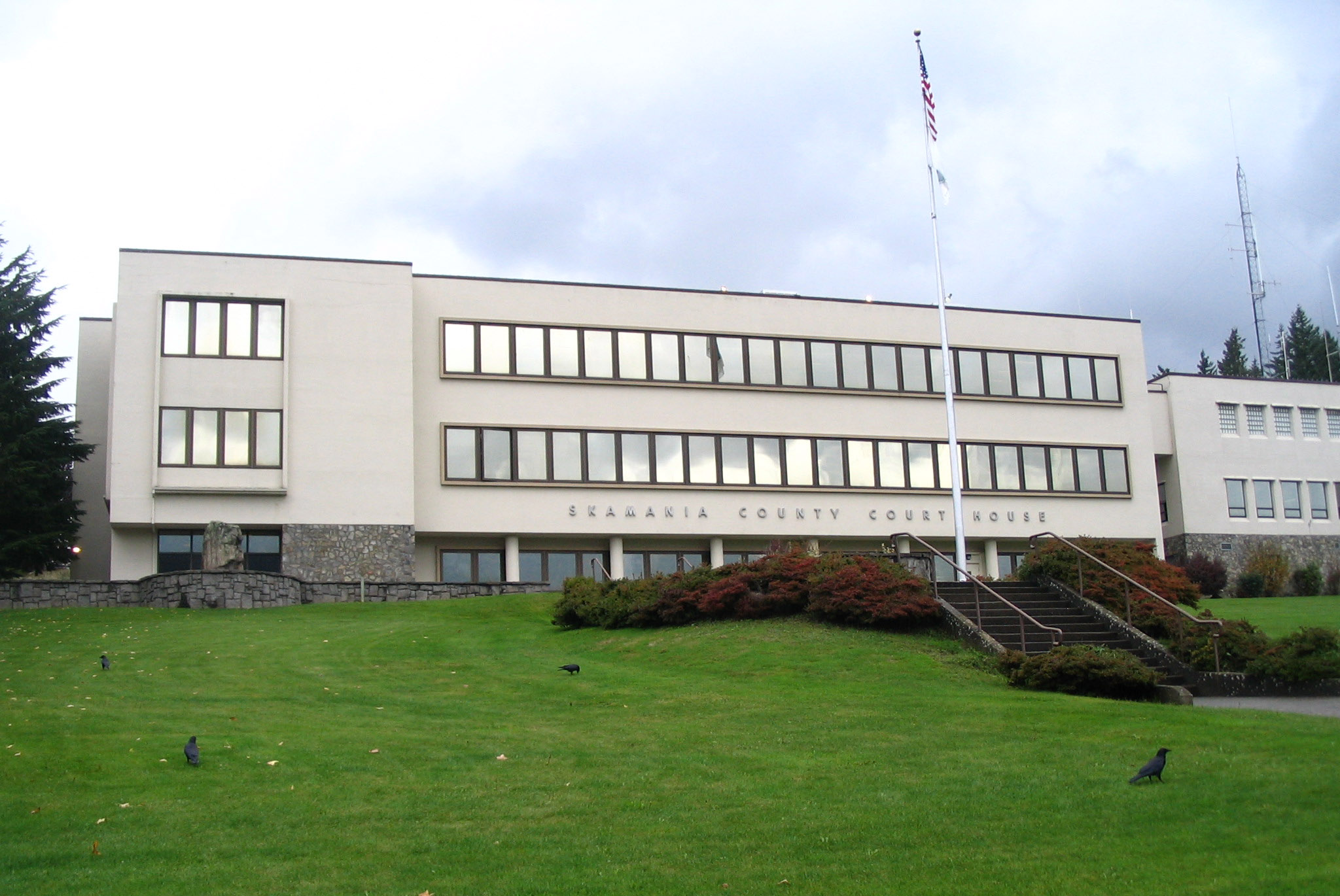
Gebäude des Bezirksgerichts für das Skamania County

| Altersgruppe | Anteil in % |
| ------------ | ----------- |
| 00–18        | 25,1        |
| 18–24        | 09,8        |
| 25–44        | 25,8        |
| 45–64        | 25,5        |
| 65–          | 13,9        |